# Ronnie Blair
Ronald Victor Blair, detto Ronnie (Coleraine, 26 settembre 1949), è un ex calciatore nordirlandese, di ruolo centrocampista.

## Palmarès

### Club

#### Competizioni nazionali
- Third Division: 1

Oldham: 1973-1974